# Эчельман, Джанет
Джанет Эчельман (англ. Janet Echelman; род. 19 февраля 1966) — американская скульптор, специализирующаяся на паблик-арте и искусстве инсталляции. Работы художницы расположены на открытых территориях в разных уголках Европы и Северной Америки, для своих творений использует сверхлёгкий материал и инновационные технологии в области проектирования программного обеспечения.

## Биография
Родилась 19 февраля 1966 года в городе Тампа, штат Флорида, США.
В 1983 году начала обучение в колледже, во время обучения в 1985-1986 годах приняла участие в программе Международной школы Америки, проводила сравнительные исследования на Бали, в Японии, Австралии, Индии, Венгрии, Югославии, Австрии, Англии и Франции. В 1987 году с отличием в области визуальных и экологических исследований окончила Гарвардский университет.
В 1987 году переехала в Гонконг для изучения китайской каллиграфии и пейзажной живописи в Университете Гонконга, который окончила в 1988 году.
В 1988-1993 годах Эчельман жила и работала на Бали, Индонезия, где она сотрудничала с ремесленниками, сочетая традиционные текстильные методы с современной живописью.
После пожара в бамбуковом домике на Бали, вернулась в Соединённые Штаты и стала преподавать в Гарвардском университете.
3 марта 2011 года выступила на очередной сессии конференции TED с сообщением «О серьезном отношении к воображению», которое позже было переведено на 33 языка мира.
В настоящее время художница проживает в Бруклайне (штат Массачусетс) с мужем, Дэвидом Фельдманом, и двумя детьми.

## Карьера
После семи лет в качестве художника-резидента, она вернулась в Азию, начав читать лекции Фулбрайта в Индии. Обещая устроить выставку картин отправила свои картины и сама прибыла в Махабалипурам. По прибытии в Индию, оказалось, что картины художницы не прибыли в рыбацкий городок и выставка не состоялась, Эчельман, вдохновлённая местными материалами и культурой, начала работать с бронзовым литьём в известной своей скульптурой деревне.
Художнице казалось, что сети могут стать новым подходом к скульптуре. Наблюдая за рыбаками, сворачивающими на песке свои сети ей пришла идея создания объемных форм без тяжелых и твёрдых материалов, которые были неоправданно дорогими для бюджета Фулбрайта.
Первая скульптура-автопортрет «Полные бедра» была создана совместно с рыбаками с побережья Индии. Джанет начала более глубокое изучение ремесла, проводила встречи с производителями кружева в Литве.
Вернувшись в Индию возобновила работу с рыбаками. Совместными усилиями из полутора миллионов сделанных вручную узелков было соткано полотно, которое она выставила на обозрение в Мадриде. Градостроитель Сола-Моралес, который занимался реконструкцией береговой линии в Порту, поинтересовался, сможет ли художница сделать что-либо подобное в качестве постоянной городской инсталляции. В ходе проектирования порисной подвижной скульптуры авиационным инженером Питером Хепеллом было разработано специальное программное обеспечение, которое подняло 20-метровое кольцо над землёй. Первая постоянная уличная скульптура «Она изменяется» (англ. She Changes) была установлена в 2005 году в городе Порту, Португалия. По данным журнала «Скульптура», её работа «нового, смелого направления», является «одной из по-настоящему значимых общественных работ за последние годы».
Сегодня Джанет разрабатывает строительство скульптур из экологических чистых материалов в различных уголках планеты. По её словам, видит народное искусство как командный вид спорта, а также сотрудничает с рядом профессионалов, включая инженеров-механиков, архитекторов, ландшафтных дизайнеров, специалистов по освещению и авиационной инженерии. Ею создана одноимённая студия, которая специализируется на постройках сложных сооружениях в стиле паблик-арта.

## Галерея
- Every Beating Second
- Вода, Небо, Сад
- Её секрет — терпение
- Она изменяется
- 1.26

## Награды
- 2011: Стипендиат в категории Искусство стипендии Гуггенхайма (Мемориального фонда Джона Саймона Гуггенхайма)
- 2010: Резидент в изобразительном искусстве — Американская академия в Риме
- 2010: Обзор года: «Её секрет — терпение» — Сеть Паблик-Арт
- 2009: Стипендиат художника в категории Скульптура — Совет культуры Массачусетса
- 2009: Стипендиат художника в категории Художник в области ремесла — Совет культуры Массачусетса
- 2009: Лучший паблик-арт: «Её секрет — терпение» — Phoenix New Times
- 2009: Искусство в общественных местах: «Её секрет — терпение» — Valley Forward Association
- 2006-09: Стипендия Генри Крауна — The Aspen Institute
- 2006: Международная премия «Достижение совершенства в архитектурных сооружениях»: «Она изменяется» — Международная ассоциация промышленных тканей
- 2005: Обзор года: «Она изменяется» — Сеть Паблик-Арт
- 2006: Премия Нью-Йоркского Фонда в категории Архитектура и экологические структуры — Фонд Лили Очинклосс[англ.]
- 2001: Грант художника-визуалиста — Японский фонд (скульптура в Киото, Япония)
- 1996-97: Премия Фулбрайта — Национальный институт дизайна
- 1987-88: Годичная стипендия — Ротари Интернешнл